# Fetească Neagră
Fetească neagră  è un vitigno a bacca nera autoctono della Romania, da cui il tipo di vino con lo stesso nome. Si coltiva in diversi vigneti in Moldova e Muntenia.

## Vini

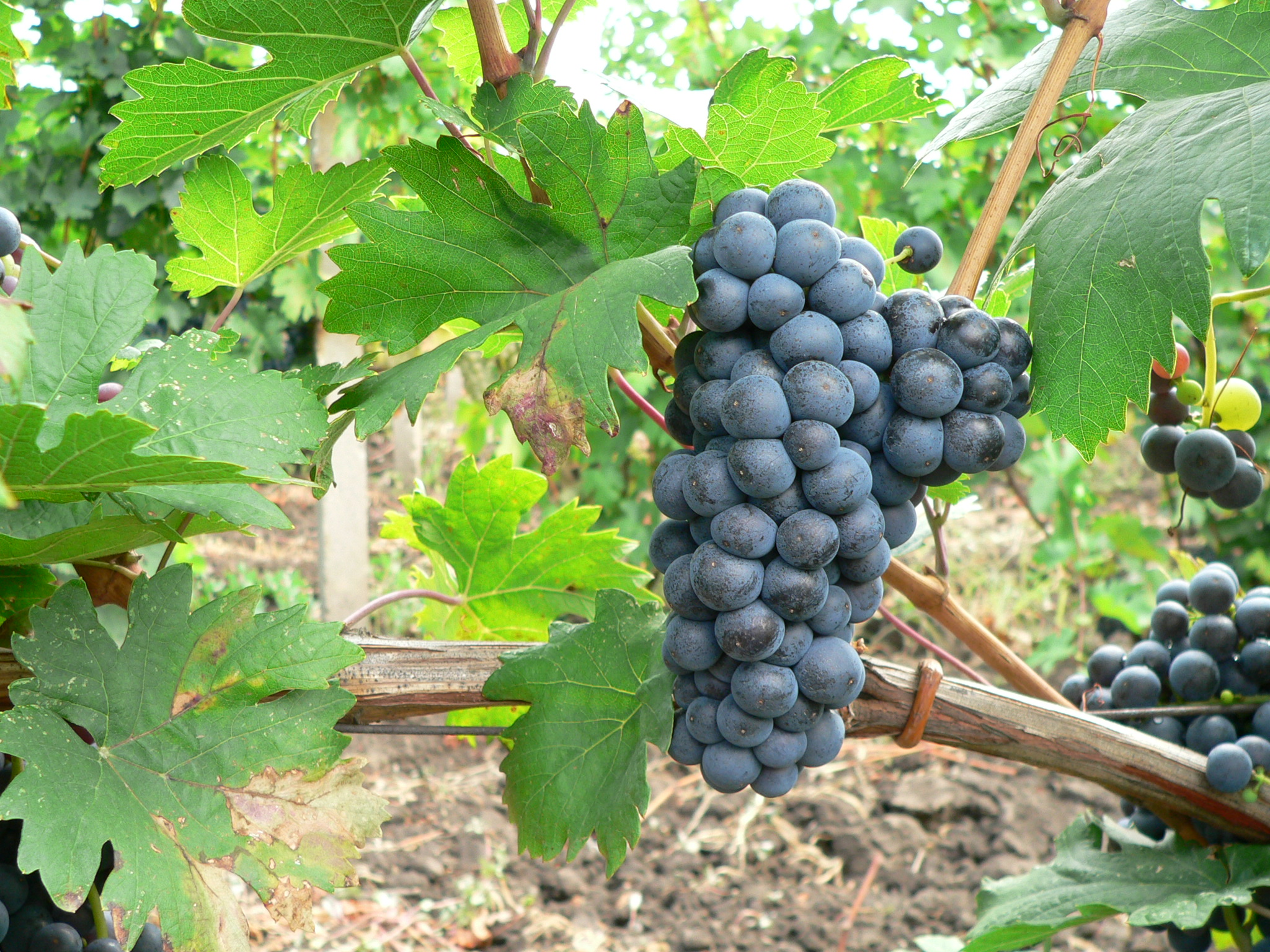
Un grappolo di fetească neagră

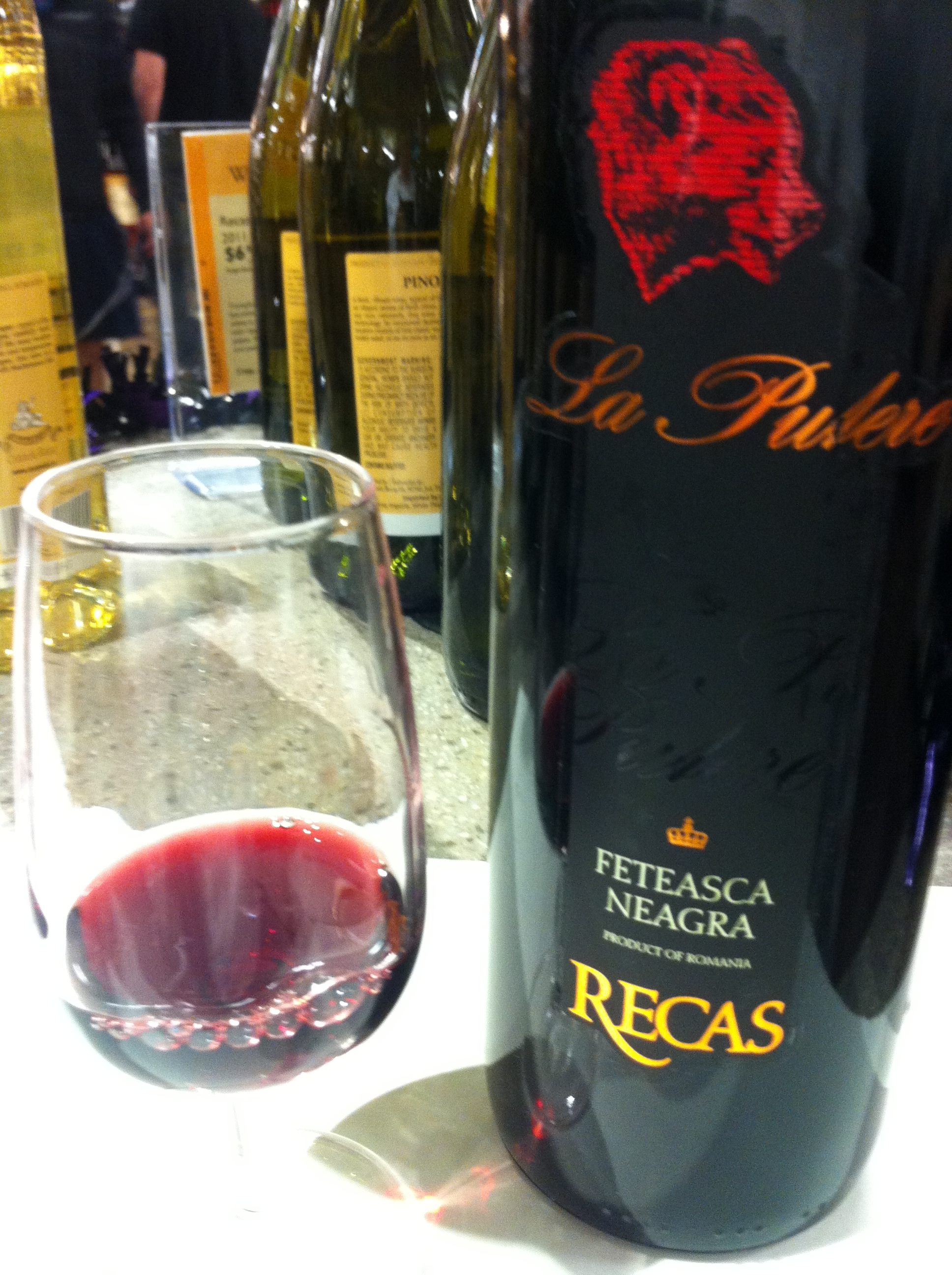
Fetească neagră della Transilvania

Il vino può essere secco, semisecco o dolce, con una gradazione alcolica di circa 12 al 12,5%. Si tratta di un vino rosso con riflessi rubino e dal sapore di uva passa nera, più ricco e più fine con l'invecchiamento.